# Strutturalismo (sociologia)
Lo strutturalismo, in sociologia, è stato un approccio che ha conosciuto, nella seconda metà del Novecento, importanti apporti teorici che hanno contribuito a definire e specificare il concetto di "struttura" nell'ambito dell'organizzazione sociale, oltre che della cultura.

## Definizioni, interpretazioni e contributi in sociologia
Esistono diversi contributi teorici che possono essere collocati nell'ambito di questa importante corrente interpretativa dell'ordine sociale.  Uno dei primi contributi alla definizione del termine "struttura" fu quello del filosofo e sociologo Herbert Spencer (1820-1903), che nei suoi Principles of Sociology, pubblicati in vari volumi tra il 1876 e il 1896, spiegò il parallelismo tra organizzazione sociale e organismi viventi, da cui la nozione "organicistica" del suo concetto di struttura. Per Spencer, "è lecito considerare la società come un organismo". In questa interpretazione, in definitiva, la nozione di struttura corrispondeva con quella di "organizzazione".
Fu però soprattutto grazie alla scuola francese, risalente sino a Émile Durkheim (1858-1917) (sebbene questi abbia aperto la strada a diversi approcci, di cui non solo lo strutturalismo fu matrice essenziale del suo pensiero, ma anche il funzionalismo, se considerato come metodologia di "analisi funzionale" tra due o più variabili tra loro correlate), che lo strutturalismo, con il Novecento, trovò in sociologia la sua piena affermazione e maturità, a cominciare dai contributi di Louis Althusser, Nicos Poulantzas e, soprattutto, Michel Foucault.
Alla base delle teorie strutturaliste è possibile ritrovare alcuni concetti-cardine, come quelli di struttura dominante, generalmente assimilata, dagli strutturalisti, a quella economica (in ciò proseguendo una tradizione di pensiero che risale sino a Karl Marx, il quale può per certi aspetti essere anch'esso associato, anche se non assimilato pienamente, alla tradizione strutturalista).
Altro elemento centrale nello strutturalismo è quello di ideologia, che costituisce essa stessa una sorta di "struttura" che tende ad imporsi agli individui senza che essi ne siano sino in fondo consapevoli.
Ed è proprio l'opera di Michel Foucault che meglio e più di ogni altra porta il concetto di struttura alla sua piena esplicazione teorica ed empirica, attraverso studi e ricerche che si propongono di dimostrare come i rapporti e le relazioni tra ruoli all'interno di organizzazioni consolidate tendano a riprodurre schemi di potere e di dominio che pongono quella stessa organizzazione, o istituzione, in una condizione di autoreferenzialità che la porta a riprodurre problemi, piuttosto che a risolverli, esattamente con lo scopo di consolidare e mantenere posizioni di potere nell'ambito dell'organizzazione sociale e, più in generale, della società nel suo complesso.
Attualmente, la sociologia contemporanea sembra convergere su una definizione generale di struttura che tende a contenere e tenere insieme i diversi approcci sino ad oggi evidenziati. Una struttura, per la scienza sociologica, può essere definita come "un insieme di ruoli tra loro collegati".

## Interpretazioni critiche
Giuseppe Galasso ha evidenziato, sotto il profilo metodologico, uno dei limiti principali dello strutturalismo nella:

## Opere principali
- Herbert Spencer, Principi di Sociologia, Utet, Torino 1967
- Émile Durkheim, Le forme elementari della vita religiosa, Meltemi, Roma 2005
- Louis Althusser, Per Marx, Editori Riuniti, Roma 1971
- Michel Foucault, Storia della follia nell'età classica, Rizzoli, Milano 1963
- Michel Foucault, Nascita della clinica, Einaudi, Torino 1969
- Michel Foucault, Archeologia del sapere, Rizzoli, Milano 1971
- Nicos Poulantzas, Potere politico e classi sociali, Editori Riuniti, Roma 1971